# Алтайська збагачувальна фабрика
Алтайська збагачувальна фабрика – підприємство гірничодобувної галузі Казахстану, розташоване на сході країни в місті Алтай (до 2018-го носив назву Зиряновськ).
Розробку Зирянівського родовища розпочали ще наприкінці 18 століття, при цьому окислені руди, з яких вилучали срібло, золото та свинець, відправляли по річці Іртиш для переробки, а сульфідні складували. Нарешті, в першій половині 1890-х спорудили збагачувальну фабрику для роботи з сульфідними рудами річною потужністю 16 тисяч тон руди, проте технологія виявилась невдалою.
В 1925-му радянський уряд передав у концесію англійській компанії Lena Limited Goldfields (за якою стояли колишні російські бізнесмени) численні копальні від Уралу до Якутії. Інвестор спорудив у Зиряновську збагачувальну фабрику, яка використовувала метод флотації, що нарешті вирішило проблему рентабельного збагачення місцевих сульфідних руд. Втім, скористатись своїми вкладеннями компанії Lena Limited Goldfields не встигла, оскільки в 1930-му концесія була ліквідована урядом. Фабрика почала роботу в 1931-му, спершу з потужністю 250 тон на добу, яку до 1938-го довели 336 тон. При цьому з 1937-го мідний концентрат спрямовували на Іртишський мідеплавильний завод.
Поступово випуск продукції зростав, так, в 1940-му переробили 127 тисяч тон руди, а в 1941-му – 150 тисяч тон (при цьому випустили 10,8 тисяч тон свинцевих, 16,9 тисяч тон цинкових та 4,5 тисячі тон мідних концентратів).
Нарешті, враховуючи завдання збільшити виробництво у кілька раз, в 1949 – 1953 роках спорудили нову потужну збагачувальну фабрику, що відіграло важливу роль у розвитку Зирянівських рудників. В подальшому фабрика також працювала із продукцією Грєховського, Путінцевського, Заводинського, Малєєвського рудників. Окрім поліметалічних та мідно-цинкових руд фабрика провадила переробку мідних шлаків та клінкеру цинкового виробництва. Отримані цинковий, свинцевий, мідний та золотовмісний концентрати відправлялись на наступний переділ на Усть-Каменогорському металургійному заводі.
Первісно фабрика належала до Зиряновського свинцевого комбінату, а наприкінці 1990-х опинилась під контролем концерну «Казцинк». На той час  її сировинна база почала вичерпуватись, а станом на початок 2010-х в роботі залишались лише Малєєвський та Грєховський рудники. В цих умовах виникли плани доставки в Зиярновськ відходів мідеплавильного виробництва, яке запустили на зазначеному вище Усть-Каменогорському заводі (також опинився в руках «Казцинку»). Тут з них планували вилучати золото, після чого захоронювати в шахтах. Втім, через спротив місцевих жителів цей неоднозначний з екологічної точки зору проект так і не реалізували.
Невдовзі закрився Грєховський рудних, що ще більше загострило проблему завантаження збагачувальної фабрики, здатної переробляти 2,25 млн тон руди на рік. В цих умовах сюди почали доставляти продукцію з нового рудника Узинжал, що знаходиться аж у Карагандинській області. Крім того, існують плани використовувати Алтайську фабрику для роботи з продукцією Стрєжанського рудника, який ввели в дію в 2022 році в іншому регіоні Східно-Казахстанської області.